# 飯田武郷
飯田 武郷（いいだ たけさと、文政10年12月6日（1828年1月22日） - 明治33年（1900年）8月26日）は、幕末・明治期の国学者。東京大学教授。48年かけて執筆した『日本書紀』の注釈書「日本書紀通釈」70巻を完成させた。通称は彦介のちに守人、号は蓬室。江戸生まれ。諏訪藩出身、のちに脱藩。

## 生涯
諏訪藩士・飯田武敏と同藩士飯島義道の娘・諦子の子として江戸・芝の諏訪藩江戸藩邸に生まれる。はじめ、服部元済に儒学を学ぶが、本居宣長の著書を読んで感激して国学を志す。だが、宣長も平田篤胤も既に病死しており、そこで篤胤の実子・平田鐵胤の許しを得て篤胤の死後の門人となり、鐵胤に国学を学んだ後に、和歌を海野游翁に学んだ。
嘉永5年（1852年）26歳のときに『日本書紀』の注釈を志して「日本書紀通釈」の執筆を始める。その後、尊王攘夷運動に参加、元治元年（1864年）の天狗党の乱において自藩が和田峠で敗退した直後、下諏訪宿の浪士軍の宿所を訪ね、伊那谷通行を進言した。慶応2年（1866年）に家督を長男・武夫に譲って脱藩し京都に上り、岩倉具視の元に寄食する。
慶応4年、官軍の先鋒隊を名乗る高松隊が信濃入りすると、諏訪大社の神官や伊那谷の国学者たちと共に25名からなる「神祇隊」を編成して従軍した。戊辰戦争では東山道軍に従軍して甲府城攻撃に向かうが、板垣退助の手により無血開城となる。後に攘夷実行のために横浜攻撃に向かうもこれを知った明治政府の怒りを買って免ぜられ、更に故郷に立ち寄ったところ相楽総三が処刑されるところに出会わせて、密かに首級を奪って葬った。こうした事情から次第に明治新政府と疎遠となり、皇学所に務めるも程なく帰郷する。明治元年（1868年）には京都や奈良で古典を講義し、翌2年（1869年）に諏訪藩皇学所講師、同5年（1873年）以後は氣比神宮や一之宮貫前神社、諏訪大社など各地で宮司を務めた。
明治9年（1876年）に改めて大教院に召され、後に国史編纂事業に参加する。同13年（1880年）以後、東京帝国大学をはじめ、慶應義塾・國學院などで古典を教えた。同30年（1897年）に眼病を理由に教職を辞すると、以後「日本書紀通釈」の完成に全力を注ぐ。そして、同32年（1899年）執筆開始から48年目にしてようやく完成した。武郷74歳の時の事である。だが、翌年三重県の皇學館への講演旅行の途中、心臓病の悪化で倒れる。そのまま、牛込区内の自宅に運ばれたものの、間もなく病没した。墓所は青山霊園。
息子の弟治・季治は国学研究を引き継ぎ、両氏はそれぞれ『新訳日本書紀』『神代物語』などを著した。